# Gloniella adianti
Gloniella adianti är en svampart som först beskrevs av Kunze, och fick sitt nu gällande namn av Franz Petrak 1931. Gloniella adianti ingår i släktet Gloniella och familjen Hysteriaceae.   Inga underarter finns listade i Catalogue of Life.